# 湯貽汾

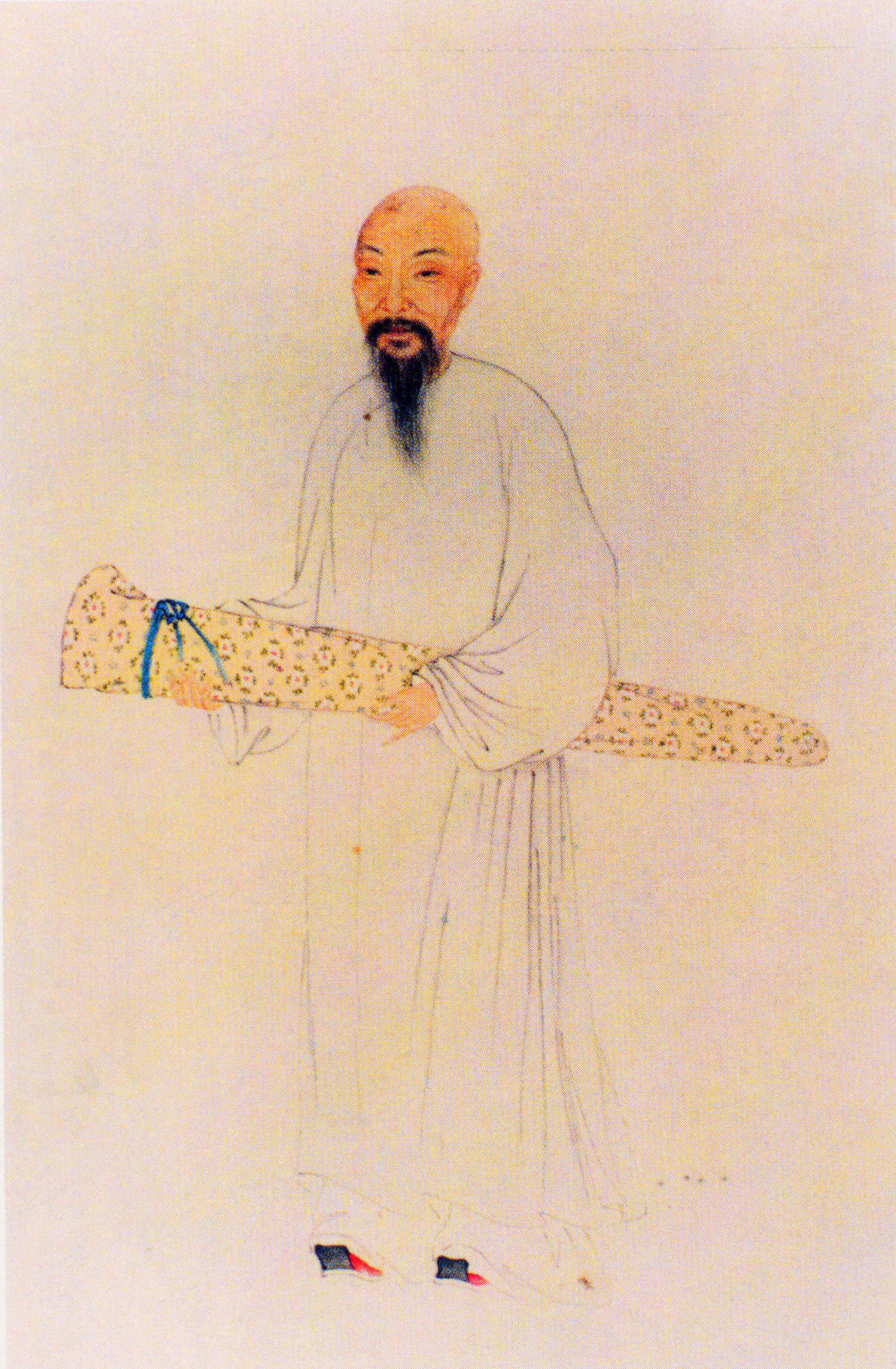
《清代学者像伝》之湯貽汾

湯 貽汾（とう いふん、Tang Yifen、1778年 - 1853年）、字は雨生。清朝の画家。

## 生涯
江蘇省武進出身。祖父の湯大奎は鳳山の知県だったが、林爽文の乱で父の湯荀業とともに戦死した。祖父の功により、守備にとりたてられ、浙江楽清協副将に昇進し、盗賊の討伐で活躍した。晩年は南京に寓居し、画家・詩人として名をはせ、同時代の浙江省杭州の戴熙とともに“湯戴”と並び称された。1853年に南京が太平天国の攻撃を受けて陥落すると、池に身を投じて自殺した。死後、貞愍の諡号が贈られた。